# Meet the Residents
Meet the Residents je debutové studiové album americké anonymní avatgarní skupiny The Residents, vydané v roce 1974 u Ralph Records. Album obsahuje i jednu skladbu od countryového zpěváka Lee Hazlewooda.

## Seznam skladeb
Všechny skladby napsali The Residents, pokud není uvedeno jinak.
| Pořadí | Název                   | Autor         | Délka |
| ------ | ----------------------- | ------------- | ----- |
| 1.     | Boots                   | Lee Hazlewood | 0:53  |
| 2.     | Numb Erone              |               | 1:07  |
| 3.     | Guylum Bardot           |               | 1:21  |
| 4.     | Breath and Length       |               | 1:42  |
| 5.     | Consuelo's Departure    |               | 0:59  |
| 6.     | Smelly Tongues          |               | 1:47  |
| 7.     | Rest Aria               |               | 5:09  |
| 8.     | Skratz                  |               | 1:42  |
| 9.     | Spotted Pinto Bean      |               | 5:27  |
| 10.    | Infant Tango            |               | 5:27  |
| 11.    | Seasoned Greetings      |               | 5:13  |
| 12.    | N-ER-GEE (Crisis Blues) |               | 7:16  |